# Шейна, Анджей
Анджей Ян Шейна (пол. Andrzej Jan Szejna; род. 28 апреля 1973, Коньске, Свентокшиское воеводство) — польский политический и государственный деятель, заместитель министра иностранных дел Республики Польша (с 2023).

## Биография
Родился 28 апреля 1973 года в городе Коньске, Свентокшиское воеводство, Польша. В 1997–1999 годах был председателем Студенческого парламента Республики Польша, членом Президиума Центрального совета высшего образования и комиссии по студенческим займам и кредитам при Министерстве национального образования. В 1998 году получил степень магистра в Варшавской школе экономики, а также степень магистра права в Варшавском университете. На местных выборах того же года он безуспешно баллотировался в Варшавский окружной совет по списку Унии свободы (не принадлежа к этой партии).

## Карьера
С 2001 года работал юристом в Варшаве, а также был преподавателем права. С 2002 года работал советником в Министерстве финансов.
Присоединился к Союзу демократических левых сил, заседал в национальном совете и национальном правлении этой партии. В 2000 году во время президентской кампании он работал в избирательном штабе Александра Квасьневского.
В 2004 году Шейна был избран в депутатом Европейского парламента от Польши, где занимал должность заместителя председателя Комитета по правовым вопросам. В ноябре 2019 года он был избран в Сейм Республики Польша от 33-го избирательного округа Кельце.
13 декабря 2023 года Шейна занял пост заместителя министра иностранных дел Республики Польша при формировании правительства Дональда Туска.

## Личная жизнь
В марте 2025 года Шейна объявил, что столкнулся с проблемой злоупотребления алкоголем, но после прохождения специальной терапии он смог вернуть контроль над своим здоровьем.